# Чаупи-Орко
Чаупи-Орко (исп. Chaupi Orco) — гора на границе Боливии и Перу. Высота 6 044 м. Самая высокая гора горного хребта Кордильера-де-Аполобамба южноамериканских Анд.

## Название
Название Чаупи-Орко, вероятно, происходит от «Чаупи Урку» (Chawpi Urqu), что на кечуа означает chawpi — «середина, центр» и urqu — «гора». Другое название горы — Вискачани (Viscachani) — вероятно, от 'wisk’acha, что на местном языке аймара означает «вискаши».

## География
Чаупи-Орко расположена в Андах на границе Боливии и Перу. Высота вершины составляет 6 044 м. На боливийской стороне она расположен в департаменте Ла-Пас, провинция Франс-Тамайо, муниципалитет Пелечуко, а на перуанской стороне — в регионе Пуно, провинция Сан-Антонио-де-Путина, округ Сина. Он расположен к северу от горы Салюйю.